# 전남대학교 축구부
전남대학교 축구부(영어: Chonnam University  Football Club)는 대한민국 광주광역시에 위치한 대학교 축구부이다.

## 참고 문헌
- “KFA 통합경기정보 시스템”. 대한축구협회.

## 같이 보기
- 전남대학교